# Surin (ciutat tailandesa)
Surin (สุรินทร์ en tailandès), també coneguda com a "Ban Kho Prathai", és una ciutat de Tailàndia. Es troba al territori de l'Isaan, al marge sud de l'altiplà de Khorat, a la província de Surin i és la capital d'aquesta i del districte del mateix nom (Mueang Surin).
L'àrea municipal de Surin té una superfície de 915,1 km² i una població de 257.192 habitants, segons el cens del 2005. Una gran part dels habitants pertanyen a l'ètnia khmer o en tenen molta influència.

## Història
Surin és molt a prop de la frontera amb Cambodja. La ciutat fou segurament fundada per khmers quan el territori en què es troba fou colonitzat per l'Imperi khmer. Com a testimonis de l'època, hi ha nombrosos temples de la cultura khmer en diferents estats de ruïna, molts d'aquests no visitats pels turistes. Entre aquests hi ha: Prasat Hin Ban Phuluang (ปราสาทหินบ้านพลวง), Prasat Tamuan Tot (ปราสาทตาเมืองโต๊จ), Prasat Tamuan Thom (ประสาทตาเมืองธม), Prasat Sikhoraphum (ปราสาทศรีขรภูมิ) i Prasat Yai Ngao (ปราสาทยายเหงา). Gairebé tots aquests temples són del segle x, quan el món khmer estava en auge.

## Economia
Surin és el centre de producció dels teixits de seda artesana coneguts com a "Tha Sawang". Aquests es continuen produint seguint mètodes tradicionals.
També hi ha molts elefants a Surin. La ciutat és un centre per a l'entrenament de "mahouts" o conductors d'elefants. Cada any, al novembre, s'organitzen carreres d'elefants i festivitats en què l'elefant té un paper estel·lar. Aquest festival atreu alguns turistes a Surin.
Surin es troba en una zona rural. La regió està severament desforestada i ha desaparegut pràcticament tota vegetació natural. Es produeix principalment arròs en minifundis de producció intensiva, però també hi ha camps de canya de sucre, jute, blat de moro i tapioca. Els habitants viuen generalment a nivells de subsistència. Molts fan cistelleria per suplementar els baixos ingressos, però molts joves emigren a Bangkok, que es troba 460 km a l'oest, i envien regularment diners a llurs famílies.

## Galeria fotogràfica

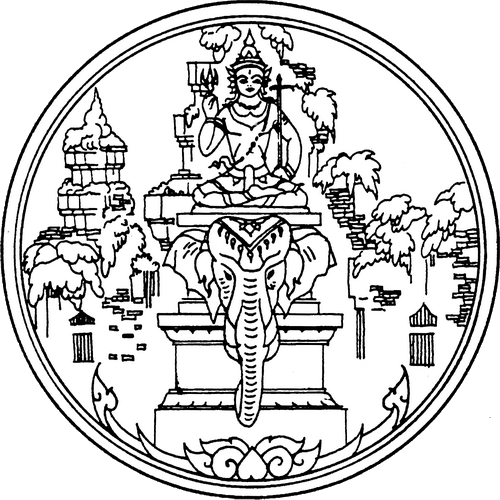
Escut municipal de Surin
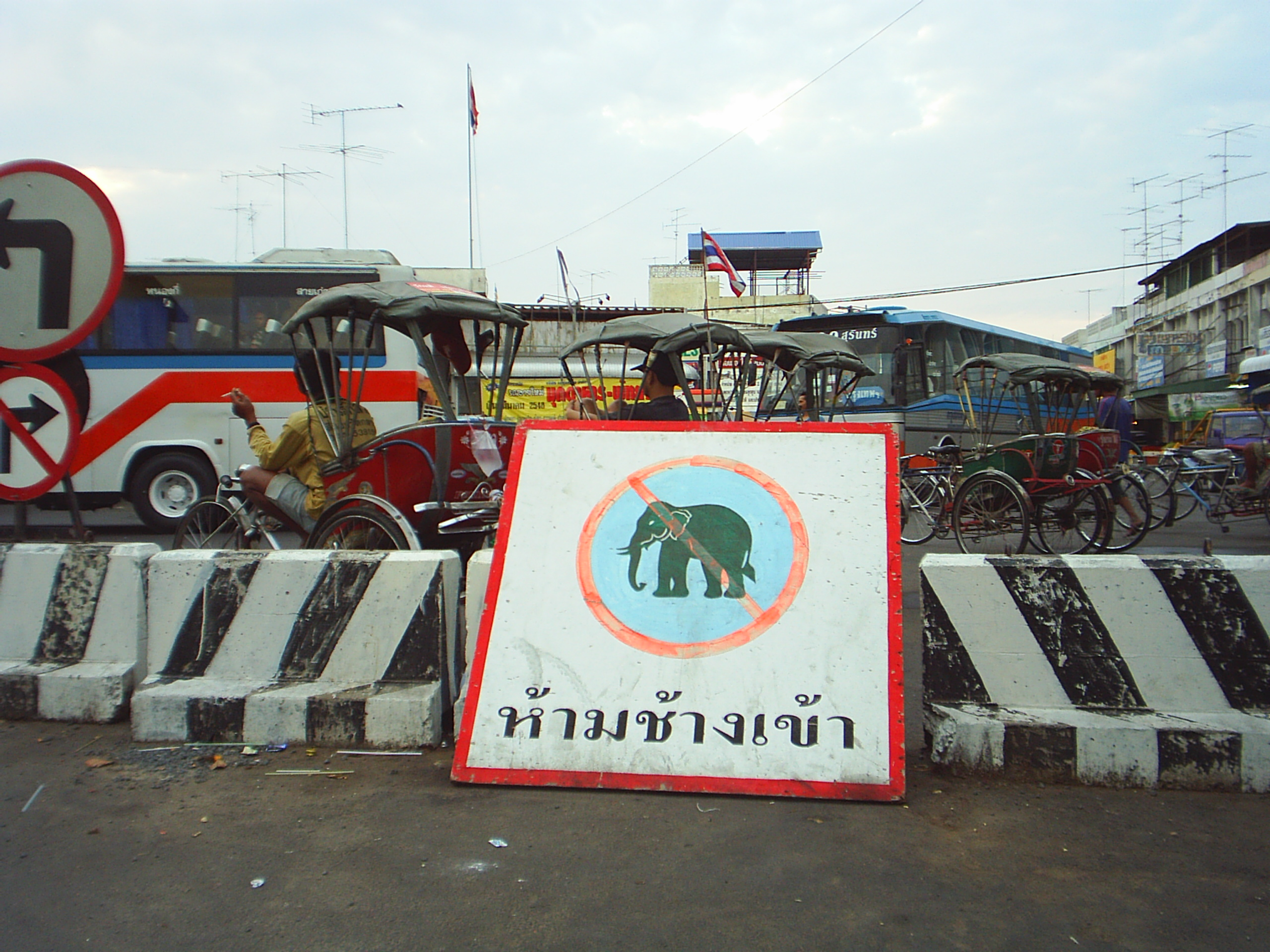
A Surin hi ha molts elefants. El senyal de la foto avisa que "no és permès que els elefants entrin en aquest lloc"
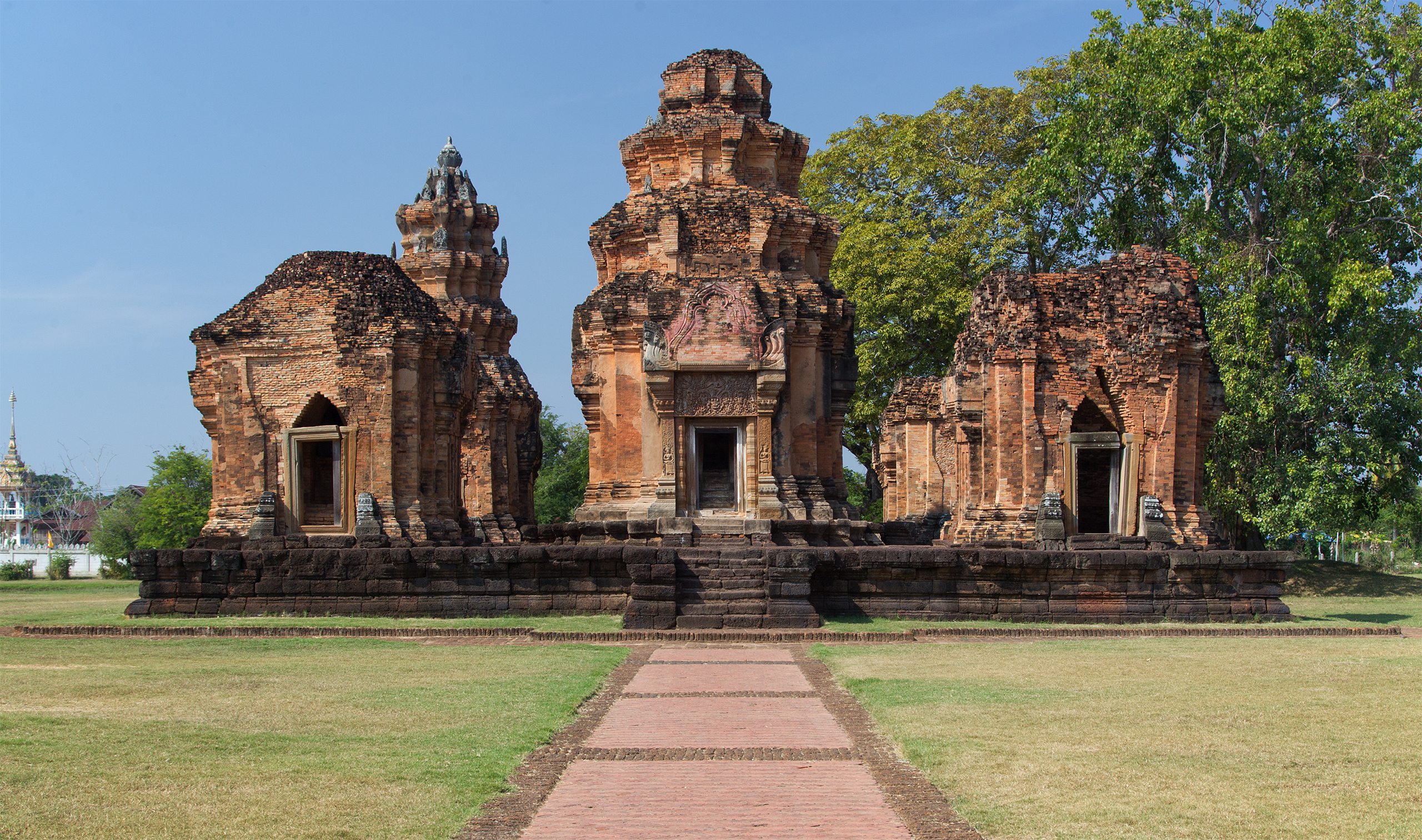
Prasat Sikhoraphum, temple khmer a la vora de Surin
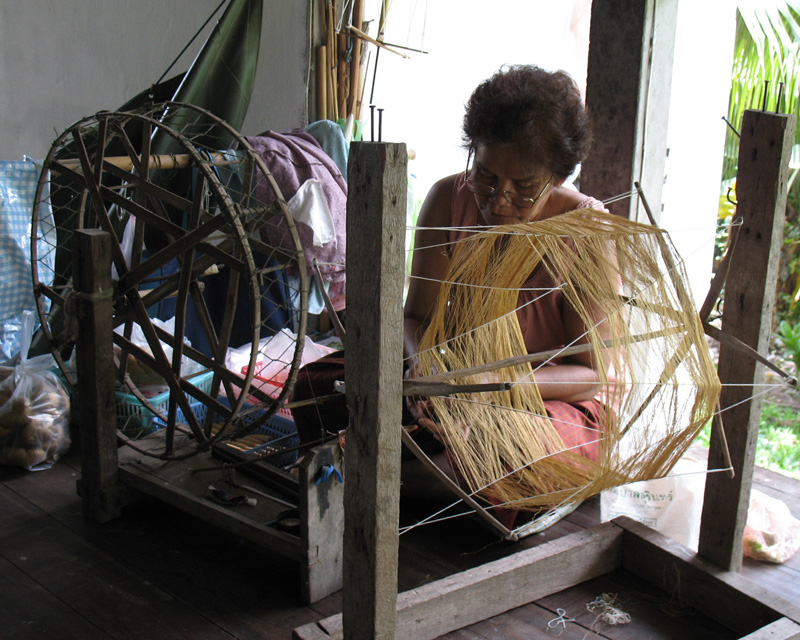
Dona de Surin preparant fils de seda per teixir Tha Sawang